# 洪洞站
洪洞站位于中华人民共和国山西省臨汾市洪洞县大槐树镇，是同蒲铁路上的火车站，建于1934年，由中国铁路太原局集团管辖。目前车站停运改造中，预计2025年11月30日恢复运营。

## 歷史
- 建于1934年。
- 由于洪洞县玉峰西街贯通工程施工，洪洞站自2024年9月6日起停办客运业务[2]。预计2025年11月30日改造结束恢复运营。

## 車站周邊
- 中国银河证券车站街营业部
- 洪洞县失业保险管理服务中心
- 洪洞县交通运输局
- 中国移动广场营业厅
- 洪洞县农村信用合作联社城关农村信用合作社
- 洪洞县国家税务局稽查局
- 洪洞县中医院
- 中国银行古槐路支行
- 中国农业银行洪洞支行
- 中国联通玉峰路合作营业厅
- 中国建设银行洪洞广场分理处
- 新华人寿保险股份有限公司洪洞营销部
- 中国电信洪洞广场营业厅
- 肯德基古槐餐厅
- 中国工商银行洪洞支行

## 外部連結
- 中国铁路客户服务中心 （页面存档备份，存于）